# Christian Walter (Jurist)
Christian Walter (* 1966) ist ein deutscher Jurist und Hochschullehrer an der Ludwig-Maximilians-Universität München.

## Leben
Walter begann 1987 ein Studium der Rechtswissenschaften an der Universität Würzburg, das er nach einem Studienaufenthalt an der Universität Genf 1993 mit dem Ablegen des Ersten Juristischen Staatsexamens an der Universität Heidelberg beendete. Im Anschluss arbeitete er als wissenschaftlicher Mitarbeiter am Max-Planck-Institut für ausländisches öffentliches Recht und Völkerrecht in Heidelberg. 1995 schloss er bei Jochen Abraham Frowein seine Promotion zum Dr. jur. ab. Für diese Arbeit erhielt er 1996 die Otto-Hahn-Medaille der Max-Planck-Gesellschaft und den Ruprecht-Karls-Preis der Universität Heidelberg. Nach seinem Zweiten Staatsexamen hielt sich Walter insgesamt ein Jahr zu Forschungszwecken an der Universität Montpellier und der Harvard Law School auf. Nach seiner Rückkehr war er bis 2000 als wissenschaftlicher Mitarbeiter der Richter des Bundesverfassungsgerichts Paul Kirchhof und Udo di Fabio tätig. Von 2000 bis 2004 referierte Walter am Heidelberger Max-Planck-Institut. Im Februar 2004 schloss er in Heidelberg seine Habilitation ab und erhielt die venia legendi für die Fächer deutsches und ausländisches öffentliches Recht, Völkerrecht, Europarecht und Staatskirchenrecht.
Im Sommersemester 2004 vertrat Walter einen Lehrstuhl an der Universität Frankfurt am Main, im folgenden Wintersemester einen Lehrstuhl an der Universität Jena. Im Dezember 2004 wurde er in Jena zum ordentlichen Professor ernannt. Im Oktober 2005 wechselte Walter an die Universität Münster. Zum Sommersemester 2010 lehnte er einen Ruf der Universität Tübingen ab, nahm aber zum Sommersemester 2011 den Ruf der Universität München auf den  Lehrstuhl für Öffentliches Recht und Völkerrecht an, den er seitdem innehat. 2019 wurde Walter in die Bayerische Akademie der Wissenschaften gewählt.

## Veröffentlichungen (Auswahl)
- Vereinte Nationen und Regionalorganisationen. Eine Untersuchung zu Kapitel VIII der Satzung der Vereinten Nationen. Springer, Berlin, Heidelberg 1996, ISBN 978-3-642-64713-0. (Dissertation)
- Religionsverfassungsrecht in vergleichender und internationaler Perspektive. Mohr Siebeck, Tübingen 2006, ISBN 978-3-16-148990-7. (Habilitationsschrift)
- Bodo Pieroth & Christian Walter: Verbot von Tabakwarenautomaten? Die Maßstäbe des Völker-, Europa- und Verfassungsrechts. C.F. Müller, Heidelberg 2011, ISBN 978-3-8114-5441-5.
- Christian Walter, Antje von Ungern-Sternberg & Stephan Lorentz: Die »Zweitverleihung« des Körperschaftsstatus an Religionsgemeinschaften. Nomos, Baden-Baden 2012, ISBN 978-3-8329-7514-2.
- Matthias Ruffert & Christian Walter: Institutionalisiertes Völkerrecht. 2. Auflage. C.H. Beck, München 2015, ISBN 978-3-406-64737-6.